# Lance Creek-formatie

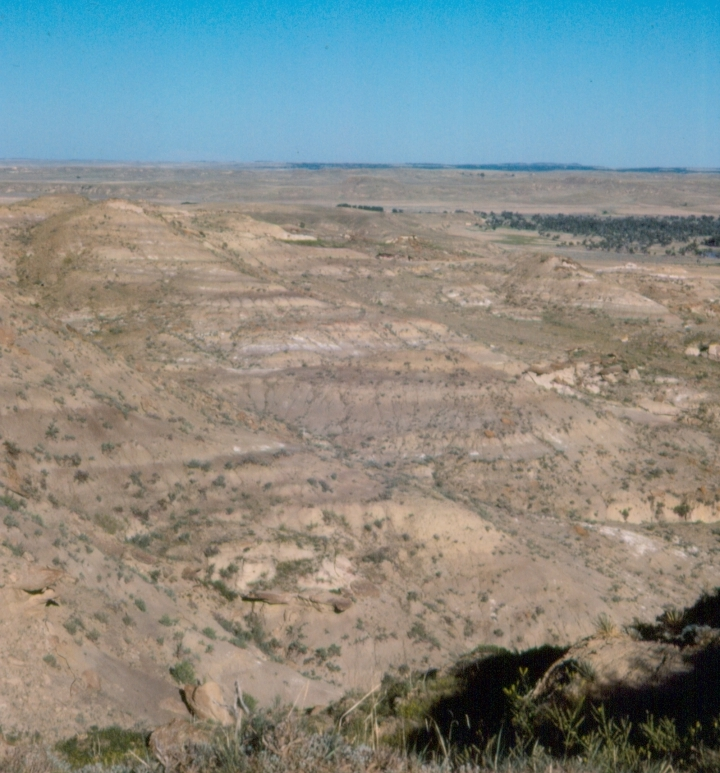
Lance Creek

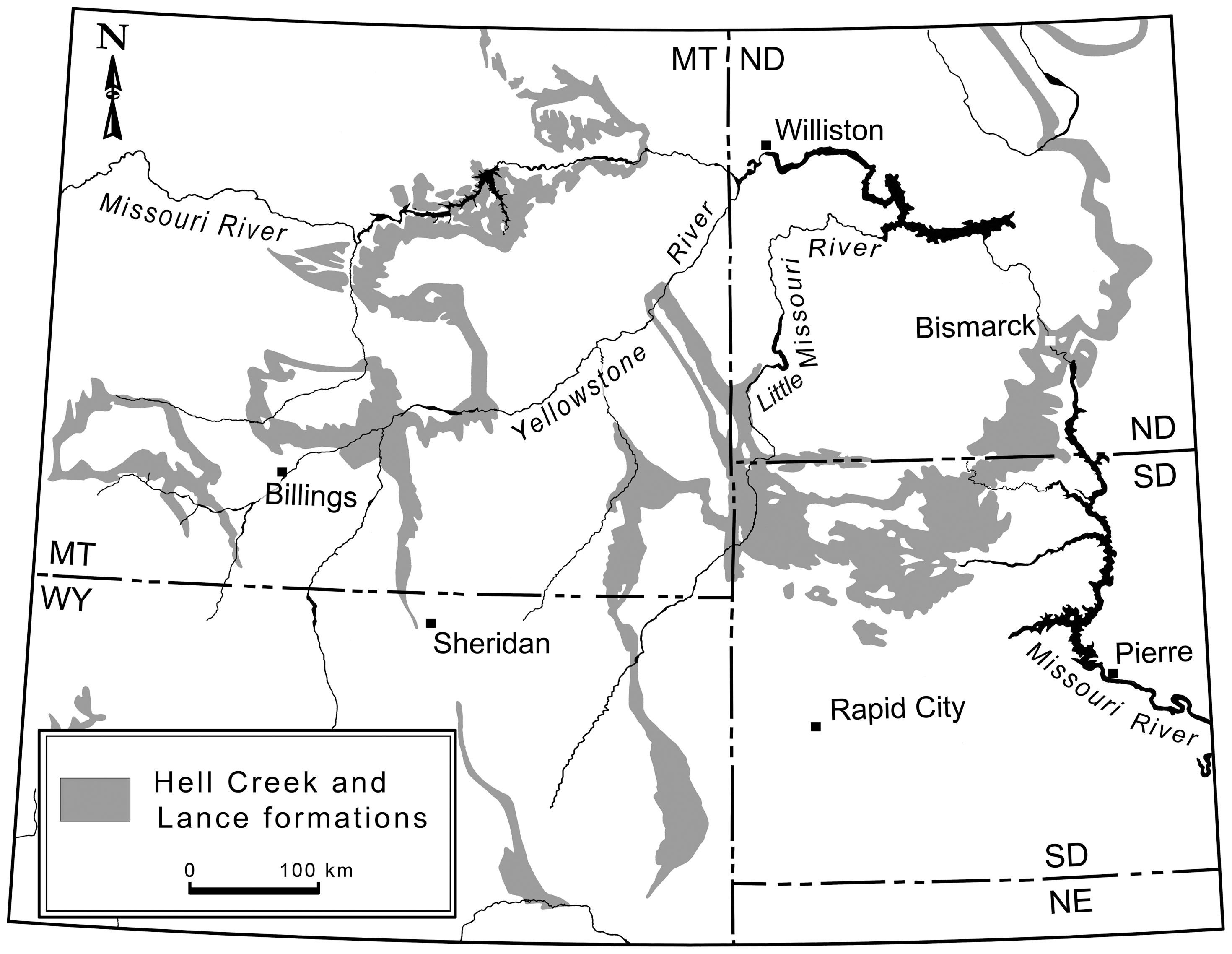
Kaart van de Hell Creek- en Lance-formatie

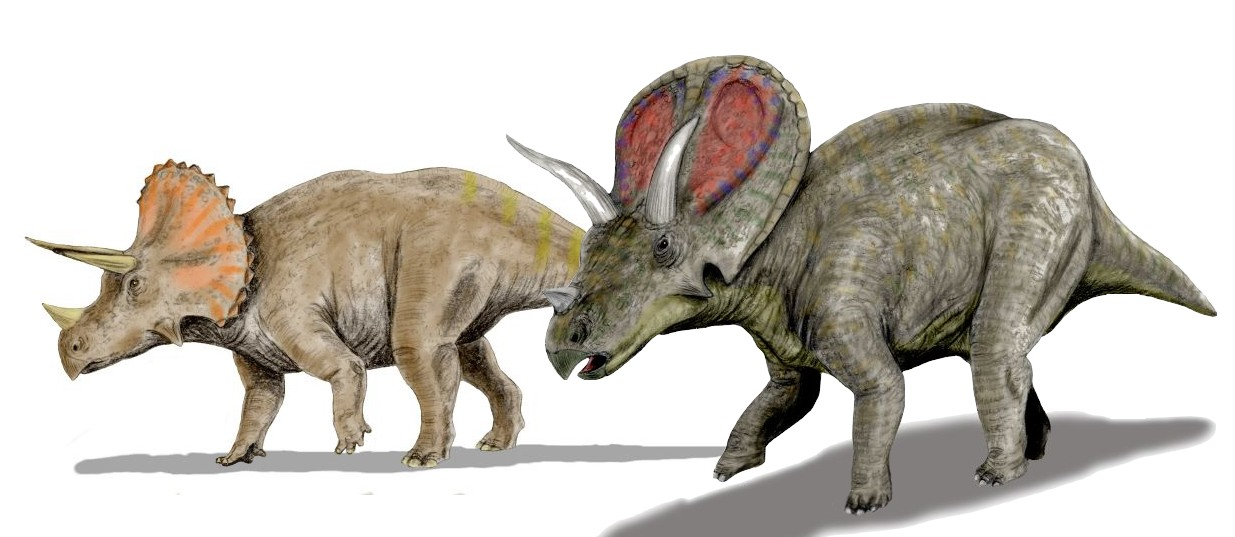
Triceratops en Torosaurus

De Lance Creek-formatie is een geologische formatie in de Amerikaanse staat Wyoming die afzettingen uit het Laat-Krijt omvat. Het is de naamgevende locatie van het Lancian, een van de North American land mammal ages.

## Locatie
De Lance Creek-formatie is 69 tot 66 miljoen jaar geleden afgezet in het Laat-Maastrichtien. De afzettingen zijn van een subtropisch kustgebied nabij de Western Interior Seaway.

## Fauna
De fauna van de Lance Creek-formatie vertoont veel overeenkomsten met die van de Hell Creek-formatie in Montana.

### Dinosauriërs
In de Lance Creek-formatie zijn fossielen gevonden van verschillende dinosauriërs die ook bij het grote publiek bekend zijn, zoals Tyrannosaurus rex, Triceratops en Ankylosaurus.
- Saurischia: Dromaeosaurus, Ornithomimus, Paronychodon, Pectinodon, Troodon, Tyrannosaurus
  - Vogels: Ceramornis, Cimolopteryx, Graculavus en Torotix (Charadriiformes), Lonchodytes (Procellariiformes), Potamornis (Hesperornithiformes), naamloze vogels uit Enantiornithes, Ichthyornithiformes, Phalacrocoracidae en Presbyornithidae
- Ornithischia: 
  - Euornithopoda: Edmontosaurus, Thescelosaurus
  - Marginocephalia: Leptoceratops, Nedoceratops, Torosaurus, Triceratops, Pachycephalosaurus, Stygimoloch
  - Thyreophora: Ankylosaurus, Denversaurus

### Zoogdieren
Hoewel de dinosauriërs het opvallendste component van de fauna van de Lance Creek-formatie vormen, kent deze formatie ook een grote diversiteit wat betreft zoogdieren. In vergelijking met de enkele miljoenen jaren oudere Judith River-formatie in dezelfde regio zijn er met name meer soorten uit de Eutheria aanwezig, vooruitlopend op de sterke en snelle ontwikkeling van de groep na de K-T-grens. Van de Multituberculata, Metatheria en Eutheria meerdere families vertegenwoordigd in het fossielenbestand van de Lance Creek-formatie. Bij zowel de Metatheria als de Eutheria betreft het met name basalere vormen die niet tot de kroongroepen (respectievelijk buideldieren en placentadieren) behoren, zoals deltatheroiden, stagodonten en soorten uit de Cimolesta en Leptictida.
- Multituberculata: Cimexomys, Cimolodon, Cimolomys, Clemensodon, Essonodon, Kimbetohia, Meniscoessus, Mesodma, Neoplagiaulax, Paressonodon, Paracimexomys, Parikimys
- Metatheria: Alphadon, Nanocuris, Didelphodon, Glasbius, Pediomys, Protalphadon, Turgidodon
- Eutheria: Altacreodus, Batodon, Cimolestes, Gypsonictops, Telacodon

### Overige dieren
De verdere fauna van de Lance Creek-formatie bestaat uit pterosauriërs, krokodillen, champsosauriërs, hagedissen en slangen, schildpadden, kikkers, salamanders en vissen.